# Anatoli Nikolajewitsch Lagetko
Anatoli Nikolajewitsch Lagetko (russisch Анатолий Николаевич Лагетко; * 18. August 1936 in Tokmak; † 13. August 2006 in Rostow am Don) war ein sowjetischer Boxer. Er gewann bei den Olympischen Spielen 1956 in Melbourne die Bronzemedaille im Leichtgewicht.

## Werdegang
Anatoli Lagetko stammte aus der Donezregion und begann als Jugendlicher bei Spartak Rostow am Don 1950 mit dem Boxen. Er benötigte fünf Jahre Aufbauzeit, um sich in die sowjetische Spitzenklasse hineinzuboxen. Im Jahre 1955 wurde er Meister der Russischen Sozialistischen Föderativen Sowjetrepublik (RSFSR) im Leichtgewicht (damals bis 60 kg Körpergewicht) und qualifizierte sich damit für die Teilnahme an der sowjetischen Meisterschaft. Er kämpfte sich dort bis in das Finale vor und unterlag in diesem dem Moskauer Nikolai Smirnow nach Punkten.
Auch im Jahre 1956 erreichte Anatoli Lagetko das Finale der sowjetischen Meisterschaft im Leichtgewicht und unterlag in diesem wiederum Nikolai Smirnow nach Punkten. Trotzdem wurde er vom sowjetischen Boxverband zu den Olympischen Spielen nach Melbourne entsandt. In Melbourne siegte er über Francisco Nunez, Argentinien, Toshihito Ishimua, Japan und Edward Beattie, Kanada und stand damit im Halbfinale dem Schotten Richard McTaggart gegenüber. In einem spannenden Kampf unterlag er diesem nach Punkten und gewann damit die olympische Bronzemedaille. Im Dezember 1956 stand Anatoli Lagetko in Moskau auch in der sowjetischen Nationalmannschaft, die gegen die Bundesrepublik Deutschland boxte. Sein Gegner Dieter Johannpeter hatte sich aber in einem vorhergehenden Kampf verletzt, so dass Lagetko kampflos Sieger wurde.
1957 kam Anatoli Lagetko nach einer Halbfinalniederlage gegen den Letten Aloizs Tumiņš bei der sowjetischen Meisterschaft auf den 3. Platz im Leichtgewicht. Er war aber bei der Europameisterschaft dieses Jahres in Prag der sowjetische Starter im Leichtgewicht. In Prag traf er in der ersten Runde auf den Polen Kazimierz Paździor. Die polnischen Boxer waren in jenen Jahren unheimlich stark. Kazimierz Paździor war aber ein eher unbeschriebenes Blatt. Er gewann aber über Anatoli Lagetko nach Punkten und warf diesen schon im Achtelfinale aus dem Wettbewerb. Paździor wurde schließlich auch Europameister.
In den folgenden drei Jahren konnte Anatoli Lagetko, der seine Sportlehrerausbildung betrieb, im sowjetischen Boxgeschehen keine Rolle mehr spielen. Im Jahre 1961 feierte er jedoch bei der sowjetischen Meisterschaft ein Comeback und kam im Federgewicht (damals bis 57 kg Körpergewicht) bis in das Finale, in dem er aber gegen Alexander Fedossejewitsch Sassuchin unterlag.
Anatoli Lagetko boxte danach noch einige Jahre weiter und wurde 1964 sogar noch einmal Meister der RSFSR im Leichtgewicht. Für internationale Meisterschaften konnte er sich aber nicht mehr qualifizieren. Er übte das Amt eines Trainers aus und erhielt u. a. die Auszeichnungen Verdienter Meister des Sports der UdSSR und Verdienter Trainer der UdSSR.

## Sowjetische Meisterschaften
- 1955, Leichtgewicht, 1. Nikolai Smirnow, 2. Anatoli Lagetko, 3. W. Golubenko;
- 1956, Leichtgewicht, 1. Nikolai Smirnow, 2. Anatoli Lagetko, 3. W. Schiber;
- 1957, Leichtgewicht, 1. Nikolai Smirnow, 2. Aloizs Tumiņš, 3. Anatoli Lagetko;
- 1961, Federgewicht, 1. Alexander Fedossejewitsch Sassuchin, 2. Anatoli Lagetko, 3. M. Grigorjan u. Stanislaw Stepaschkin